# Állkapcsos molyok
Az állkapcsos molyok (Zeugloptera) a rovarok osztályába tartozó lepkék (Lepidoptera) rendjének legősibb alrendje.
A lepkék rendszertanával foglalkozó kutatók szerint ezek a legősibb lepkék, amit jól jelez, hogy imágóiknak még rágó szájszervük van. Hernyóik mohában élnek. A hernyóknak még minden potrohszelvényen nő lába.
A rendbe egyetlen öregcsaládot (Micropterigoidea) és azon belül egyetlen családot sorolnak: az aranyszárnyú ősmolyoknak is nevezett rágóspilleféléket (Micropterigidae).

## Névváltozatok
- állkapcsosmolyok